# 7 Cups
7 Cups (anteriormente llamada 7 Cups of Tea) es un sitio web (también disponible en aplicación móvil) el cual proporciona acompañamiento y apoyo a personas que experimentan aflicción emocional conectándoles con oyentes entrenados. El oyente, entrenado en escucha activa, interacciona con la persona que busca ayuda a través de una charla en línea anónima y confidencial. Los miembros de 7 Cups deben tener entre 13 a 17 para ser considerados adolescentes y más de 18 años para el lado de adulto. Los oyentes deben tener una edad de más de 15 años.
El sitio web deriva su nombre del poema epónimo del siglo IX del poeta chino Lu Tong. Es un Y Combinator fundada por el psicólogo Glen Moriarty en julio de 2013.